# ドラゴンフライ (探査機)
ドラゴンフライ (英: Dragonfly) は、ジョンズ・ホプキンズ大学応用物理研究所が提案し、アメリカ航空宇宙局 (NASA) が計画している宇宙機、および原始生命化学と地球外居住可能性の研究のために土星最大の衛星タイタンに着陸機を送り込むミッションの名称。

## 解説
2019年6月28日、NASAはドラゴンフライをニュー・フロンティア計画の4番目のミッションに選定したと発表した。
着陸機は、赤道近くの「シャングリラ」と名付けられた低アルベド地域に着陸し、その後複数のエリアを移動して探査する。8基の回転翼を使って大型のドローンのように垂直離着陸して飛行することができ、2.7年の計画中にタイタンの地表を108マイル（175km）移動して、さまざまな場所を探査する予定。